# ایازل
ایازل (انگلیسی: Eazel) شرکت نرم‌افزار آمریکایی است، که در سال ۱۹۹۹ تأسیس شد.